# Draft de expansión
El Draft de expansión es la fórmula que se establece en los deportes profesionales, sobre todo en Estados Unidos, cuando se crean una o más franquicias en competiciones cerradas, sin ascensos ni descensos. El objetivo del mismo es conseguir que los nuevos equipos puedan disponer de una plantilla de partida con experiencia previa en la liga, por lo que, cuando esto sucede, el resto de equipos deben seleccionar sus jugadores protegidos, que no podrán ser elegidos, y permitir que los nuevos tengan opción sobre el resto de la plantilla.
Obviamente, todos los equipos reservan a sus figuras, poniendo en el posible mercado sus jugadores lesionados, veteranos, o gente que no ha cuajado en su equipo. En el caso del baloncesto, y más concretamente en la NBA, las franquicias, en los últimos draft de expansión, han podido proteger a 8 jugadores, dejando el resto a la elección de los nuevos. También son usadas estas opciones como intercambio con respecto a futuros fichajes, tal y como sucede en el draft de la NBA.

## Drafts de expansión de la NBA
Ha habido 11 drafts de expansión en la historia de la NBA:
| Año  | N.º de equipos | Equipo(s) | Total equipos tras el draft |
| ---- | -------------- | --- | --------------------------- |
| 1961 | 1              | Chicago Packers (ahora Washington Wizards)                                                                           | 9                           |
| 1966 | 1              | Chicago Bulls | 10                          |
| 1967 | 2              | San Diego Rockets (ahora Houston Rockets), Seattle SuperSonics (ahora Oklahoma City Thunder)                         | 12                          |
| 1968 | 2              | Milwaukee Bucks, Phoenix Suns                                                                                        | 14                          |
| 1970 | 3              | Buffalo Braves (después San Diego Clippers, ahora Los Angeles Clippers), Cleveland Cavaliers, Portland Trail Blazers | 17                          |
| 1974 | 1              | New Orleans Jazz (ahora Utah Jazz)                                                                                   | 18                          |
| 1980 | 1              | Dallas Mavericks | 23                          |
| 1988 | 2              | Charlotte Hornets (ahora New Orleans Pelicans), Miami Heat                                                           | 25                          |
| 1989 | 2              | Minnesota Timberwolves, Orlando Magic                                                                                | 27                          |
| 1995 | 2              | Toronto Raptors, Vancouver Grizzlies (ahora Memphis Grizzlies)                                                       | 29                          |
| 2004 | 1              | Charlotte Bobcats (ahora Charlotte Hornets)                                                                          | 30                          |

### 1961
La primera expansión de la liga, con un equipo nuevo:
- Chicago Packers, que actualmente juega en Washington D. C. como Washington Wizards.

### 1966
La segunda expansión de la liga, con un equipo nuevo:
- Chicago Bulls, que en los años 1990 ganarían 6 anillos de la NBA con su gran estrella Michael Jordan.

### 1967
La tercera expansión de la liga, con dos equipos nuevos:
- San Diego Rockets, que cuatro temporadas después se trasladaría a Houston, convirtiéndose en los Houston Rockets.
- Seattle SuperSonics, que ganaría la liga en 1979 y que en 2008 se convertiría en los Oklahoma City Thunder.

### 1968
La cuarta expansión de la liga, con dos equipos nuevos:
- Milwaukee Bucks, que dos temporadas después ganaría la liga.
- Phoenix Suns, el primer equipo del estado de Arizona.

### 1970
Tres nuevos equipos se incorporarían a la liga ese año:
- Portland Trail Blazers, que en tan solo 7 años ganaría la liga.
- Buffalo Braves, posteriormente trasladados a la ciudad de Los Ángeles y convertidos en los Clippers.
- Cleveland Cavaliers, llevando el baloncesto profesional al estado de Ohio.

### 1974
Un nuevo equipo se uniría en 1974:
- New Orleans Jazz, que en 1979 se trasladaría a Salt Lake City pasando a denominarse Utah Jazz.

### 1980
Un nuevo equipo se uniría en 1980:
- Dallas Mavericks, la tercera franquicia del estado de Texas tras San Antonio Spurs y Houston Rockets.

### 1988
Después de muchos años con 23 equipos disputando la liga, se decidió abrirla a dos nuevas franquicias, siendo estos los equipos agraciados:
- Miami Heat, dotando por fin a un equipo profesional de baloncesto al estado de Florida
- Charlotte Hornets, equipo que en la temporada 2002-2003 se trasladaría a New Orleans

### 1989
En la temporada siguiente, y tal como se había acordado años atrás, se produciría la inclusión de dos nuevos equipos, pasando la liga a tener 27 franquicias:
- Orlando Magic, segundo equipo para el estado de Florida, primer equipo de la super estrella Shaquille O'Neal.
- Minnesota Timberwolves, regresando el baloncesto profesional a una ciudad que ya disfrutó con los Minneapolis Lakers antes de su traslado a Los Ángeles.

### 1995
6 años después, la NBA decidió extender sus redes en la vecina Canadá, al igual que sucede en otros deportes como el fútbol americano, el béisbol o el hockey sobre hielo. Las ciudades elegidas fueron Toronto y Vancouver:
- Toronto Raptors, en la actualidad, la única franquicia en suelo canadiense.
- Vancouver Grizzlies, trasladados a las 6 temporadas a la ciudad de Memphis (Tennessee).

### 2004
En 2004 se produjo la última expansión de la liga hasta el momento, siendo elegida la ciudad de Charlotte para la ocasión. El número de equipos se redondea a 30, cambiando la configuración de las divisiones a partir de ese momento.
- Charlotte Bobcats. La ciudad de Carolina del Norte volvía a contar con un equipo profesional de baloncesto, dos años después del traslado de los Hornets a Nueva Orleans.

## Draft de expansión en la UFL
La United Football League inicio actividad en el 2009 y en 2010 realizó su primer Draft de expansión tras el ingreso de Omaha Nighthawks a la liga.
| Año  | N.º de equipos | Equipo(s)        | Total equipos tras el draft |
| ---- | -------------- | ---------------- | --------------------------- |
| 2010 | 1              | Omaha Nighthawks | 4                           |

En 2012 esta liga desapareció.

## Drafts de expansión de la NFL
Ha habido 8 drafts de expansión en la historia de la NFL:
| Año  | N.º de equipos | Equipo(s)                                | Total equipos tras el draft |
| ---- | -------------- | ---------------------------------------- | --------------------------- |
| 1960 | 1              | Dallas Rangers (ahora Dallas Cowboys)    | 21                          |
| 1961 | 1              | Minnesota Vikings                        | 22                          |
| 1966 | 1              | Atlanta Falcons                          | 24                          |
| 1967 | 1              | New Orleans Saints                       | 25                          |
| 1976 | 2              | Seattle Seahawks y Tampa Bay Buccaneers  | 28                          |
| 1995 | 2              | Carolina Panthers y Jacksonville Jaguars | 30                          |
| 1999 | 1              | Cleveland Browns                         | 31                          |
| 2002 | 1              | Houston Texans                           | 32                          |